# Associazione Calcio Legnano 1936-1937
Questa pagina raccoglie le informazioni riguardanti l'Associazione Calcio Legnano nelle competizioni ufficiali della stagione 1936-1937.

## Stagione

Il monogramma ACL, storico simbolo della società dal 1936, quando il Legnano cambiò denominazione

Evitata la retrocessione in Prima Divisione regionale, che sarebbe stato il gradino più basso nella storia dei Lilla, perlomeno fino ad allora, grazie ad un ripescaggio dovuto all'aumento del numero delle squadre che avrebbero preso parte alla Serie C, il Legnano, nel luglio 1936, cambia la denominazione sociale passando dall'albionico "Football Club" all'italico "Associazione Calcio". L'italianizzazione del nome della società è imposta dal regime fascista.
Per non rischiare nuovamente di retrocedere, il presidente Giulio Riva cerca di rinforzare la rosa con l'acquisto di giovani talenti della zona, a fronte però della cessione dei giocatori più forti ed esperti per dare ossigeno alle casse della società. In particolare, vengono venduti il portiere Nino Almasio e il difensore Battista Padovan. La rosa disponibile per la stagione 1936-1937 è costituita per metà da calciatori nati a Legnano, da quattro a Busto Arsizio e da tre nati a Rho. L'atleta proveniente da più lontano è Antonio Baratelli, che è originario di Solbiate Arno, piccolo centro abitato situato tra Varese e Gallarate.
A causa dell'età media molto bassa della rosa, che non aiuta in fatto di esperienza, il campo conferma il verdetto della precedente stagione, con il Legnano quartultimo con il Crema a 26 punti nel girone B, a 16 lunghezze dal Vigevano capolista ed a 12 punti dalla Gallaratese fanalino di coda. Sarebbe stato ancora retrocesso, ma grazie ad un nuovo allargamento dei quadri della Serie C, per la seconda volta in due anni, la squadra viene ripescata in Serie C. L'unico risultato degno di nota è la vittoria casalinga con la Pro Patria. In Coppa Italia viene eliminato al primo turno dal Vigevano.

## Divise
| Casa |

## Organigramma societario
Area direttiva
- Presidente: cav. ing. Giulio Riva

Area tecnica
- Allenatore: Enrico Crotti

## Rosa
| N. |                   | Ruolo | Calciatore        |
| -- | ----------------- | ----- | ----------------- |
|    | Italia (bandiera) | A     | Gino Albero       |
|    | Italia (bandiera) | C     | Remo Banfi        |
|    | Italia (bandiera) | D     | Antonio Baratelli |
|    | Italia (bandiera) | A     | Emilio Barengo    |
|    | Italia (bandiera) | D     | Mario Caprioli    |
|    | Italia (bandiera) | D     | Ugo Carnevali     |
|    | Italia (bandiera) | C     | Elio Castoldi     |
|    | Italia (bandiera) | C     | Bruno Cempi       |
|    | Italia (bandiera) | C     | Nado Crespi       |
|    | Italia (bandiera) | D     | Franco Colombo    |
|    | Italia (bandiera) | D     | Mario Colombo     |

| N. |                   | Ruolo | Calciatore       |
| -- | ----------------- | ----- | ---------------- |
|    | Italia (bandiera) | A     | Michele Colombo  |
|    | Italia (bandiera) | A     | Vittorio Erba    |
|    | Italia (bandiera) | P     | Natale Erbinovi  |
|    | Italia (bandiera) | A     | Camillo Ferrè    |
|    | Italia (bandiera) | C     | Pietro Lorandi   |
|    | Italia (bandiera) | C     | Pierino Luraghi  |
|    | Italia (bandiera) | C     | Guido Morelli    |
|    | Italia (bandiera) | A     | Angelo Prandoni  |
|    | Italia (bandiera) | A     | Carlo Pravettoni |
|    | Italia (bandiera) | P     | Umberto Vivian   |
|    | Italia (bandiera) | C     | Riccardo Zanoni  |

## Risultati

### Serie C (girone B)

#### Girone d'andata
| Arbitro: | Milanone Ridor (Biella) |

|                                                  |           |                |
| Banfi 8’ (aut.) Marin 32’, 89’ Cattaneo 52’, 66’ | Marcatori | 61’ Pravettoni |

| Arbitro: | Candela (Genova) |

|          |           |                        |
| Erba 74’ | Marcatori | 5’ Ussello 49’ Alghisi |

| Arbitro: | Pedemonte (Genova) |

|  |           |                        |
|  | Marcatori | 20’ Perrucco 89’ Crola |

| Arbitro: | Zavattaro (Casale Monferrato) |

|                                                  |           |                            |
| Lanzone 20’, 67’ Benelli A. 26’ Montanari Q. 85’ | Marcatori | 7’ Albero 28’, 43’ Morelli |

| Legnano 11 ottobre 1936 5ª giornata | Legnano            | 0 – 0 | Fanfulla | Stadio Comunale\| Arbitro: \| Pecchiura (Torino) \| |
| Arbitro:                            | Pecchiura (Torino) |       |          |                                                     |

| Arbitro: | Tommei (Savona) |

|             |           |          |
| Marelli 17’ | Marcatori | 21’ Erba |

| Arbitro: | Stecig (Fiume) |

|                                  |           |         |
| Ferrè 25’ Albero 40’ Barengo 59’ | Marcatori | 1’ Sina |

| Arbitro: | Anceschi (Genova) |

|                               |           |                 |
| Gerosa 6’ Riva 55’ Ungaro 78’ | Marcatori | 23’ Colombo Mi. |

| Arbitro: | Cappelli (Trieste) |

|                               |           |  |
| Albero 13’ Ferrè 41’ Erba 80’ | Marcatori |  |

| Arbitro: | Fuhrmann (Omegna) |

|              |           |            |
| Guiltini 30’ | Marcatori | 37’ Vivian |

| Arbitro: | Caprioli (Mantova) |

|  |           |                  |
|  | Marcatori | 21’ Chierichetti |

| Arbitro: | Mayer (Trieste) |

|                                    |           |                 |
| Bergonzini 2’, 80’ Grandi 37’, 83’ | Marcatori | 75’ (rig.) Erba |

| Arbitro: | Cardinali (Milano) |

|                 |           |                                |
| Colombo Ma. 75’ | Marcatori | 23’ Tedeschi I 78’ Tedeschi II |

| Arbitro: | Tassini (Verona) |

|             |           |             |
| Masoero 14’ | Marcatori | 6’ Castoldi |

| Arbitro: | Bogetti (Torino) |

|          |           |                |
| Erba 42’ | Marcatori | 20’, 37’ Galli |

#### Girone di ritorno
| Arbitro: | Roggero (Firenze) |

|           |           |  |
| Zanoni 1’ | Marcatori |  |

| Arbitro: | Bertone (Torino) |

|             |           |  |
| Lattuada 3’ | Marcatori |  |

| Arbitro: | Martelli (Bologna) |

|             |           |                                |
| Nicolis 75’ | Marcatori | 26’ (aut.) Cappelli 60’ Zanoni |

| Legnano 7 febbraio 1937 19ª giornata | Legnano             | 0 – 0 | Reggiana | Stadio Comunale\| Arbitro: \| Pennacchi (Trieste) \| |
| Arbitro:                             | Pennacchi (Trieste) |       |          |                                                      |

| Arbitro: | Ghetti (Modena) |

|            |           |           |
| Ghezzi 54’ | Marcatori | 72’ Cempi |

| Legnano 21 febbraio 1937 21ª giornata | Legnano        | 0 – 0 | Seregno | Stadio Comunale\| Arbitro: \| Savio (Torino) \| |
| Arbitro:                              | Savio (Torino) |       |         |                                                 |

| Arbitro: | Biancone (Roma) |

|                            |           |            |
| Puppo 12’, 55’ Gaddoni 65’ | Marcatori | 80’ Vivian |

| Arbitro: | Soliani (Genova) |

|          |           |  |
| Erba 64’ | Marcatori |  |

| Arbitro: | Pasinato (Venezia) |

|             |           |  |
| Belloni 88’ | Marcatori |  |

| Arbitro: | Neri (Vicenza) |

|                          |           |               |
| Erba 38’ Prandoni II 66’ | Marcatori | 72’ Tremolada |

| Arbitro: | Zilli (Reggio Emilia) |

|             |           |                            |
| Malnati 21’ | Marcatori | 15’ Prandoni II 30’ Vivian |

| Arbitro: | Levrero (Genova) |

|            |           |  |
| Vivian 71’ | Marcatori |  |

| Arbitro: | Mayer (Trieste) |

|                               |           |          |
| Minoia 58’ Clerici 68’ (rig.) | Marcatori | 56’ Erba |

| Arbitro: | Gossweiber (Torino) |

|                                                |           |            |
| Erba 22’ Albero 39’ Zanoni 52’ Prandoni II 69’ | Marcatori | 26’ Peroni |

| Arbitro: | Coletti (Treviso) |

|             |           |             |
| Guidali 28’ | Marcatori | 35’ Lorandi |

### Coppa Italia

#### Qualificazioni
| Arbitro: | Garbieri (Genova) |

|                          |           |                 |
| Ussello 13’ Lattuada 29’ | Marcatori | 65’ (rig.) Erba |

## Statistiche

### Statistiche di squadra
| Competizione | Punti | Totale | Totale | Totale | Totale | Totale | Totale | DR |
| Competizione | Punti | G      | V      | N      | P      | Gf     | Gs     | DR |
| ------------ | ----- | ------ | ------ | ------ | ------ | ------ | ------ | -- |
| Serie C      | 26    | 30     | 9      | 8      | 13     | 35     | 42     | -7 |
| Coppa Italia | -     | 1      | 0      | 0      | 1      | 1      | 2      | -1 |

### Statistiche dei giocatori
| Giocatore        | Serie C  | Serie C | Coppa Italia | Coppa Italia | Totale   | Totale |
| Giocatore        | Presenze | Reti    | Presenze     | Reti         | Presenze | Reti   |
| ---------------- | -------- | ------- | ------------ | ------------ | -------- | ------ |
| G. Albero        | 27       | 4       | 1            | 0            | 28       | 4      |
| R. Banfi         | 12       | 0       | 0            | 0            | 12       | 0      |
| A. Baratelli     | 25       | 0       | 0            | 0            | 25       | 0      |
| E. Barengo       | 2        | 1       | 0            | 0            | 2        | 1      |
| R. Banfi         | 13       | 0       | 0            | 0            | 13       | 0      |
| M. Caprioli      | 3        | 0       | 0            | 0            | 3        | 0      |
| U. Carnevali     | 7        | 0       | 1            | 0            | 8        | 0      |
| E. Castoldi      | 10       | 1       | 0            | 0            | 10       | 1      |
| B. Cempi         | 7        | 1       | 0            | 0            | 7        | 1      |
| N. Crespi        | 14       | 0       | 0            | 0            | 14       | 0      |
| F. Colombo       | 23       | 0       | 1            | 0            | 24       | 0      |
| Ma. Colombo      | 30       | 1       | 1            | 0            | 31       | 1      |
| Mi. Colombo      | 5        | 1       | 0            | 0            | 5        | 1      |
| V. Erba          | 24       | 9       | 1            | 1            | 25       | 10     |
| N. Erbinovi      | 30       | 0       | 1            | 0            | 31       | 0      |
| C. Ferrè         | 10       | 2       | 1            | 0            | 11       | 2      |
| P. Lorandi       | 5        | 1       | 0            | 0            | 5        | 1      |
| P. Luraghi       | 28       | 0       | 1            | 0            | 29       | 0      |
| G. Morelli       | 9        | 2       | 0            | 0            | 9        | 2      |
| A. Prandoni (II) | 18       | 3       | 1            | 0            | 19       | 3      |
| C. Pravettoni    | 4        | 1       | 0            | 0            | 4        | 1      |
| U. Vivian        | 17       | 4       | 0            | 0            | 17       | 4      |
| R. Zanoni        | 15       | 3       | 1            | 0            | 16       | 3      |